# Колоратура

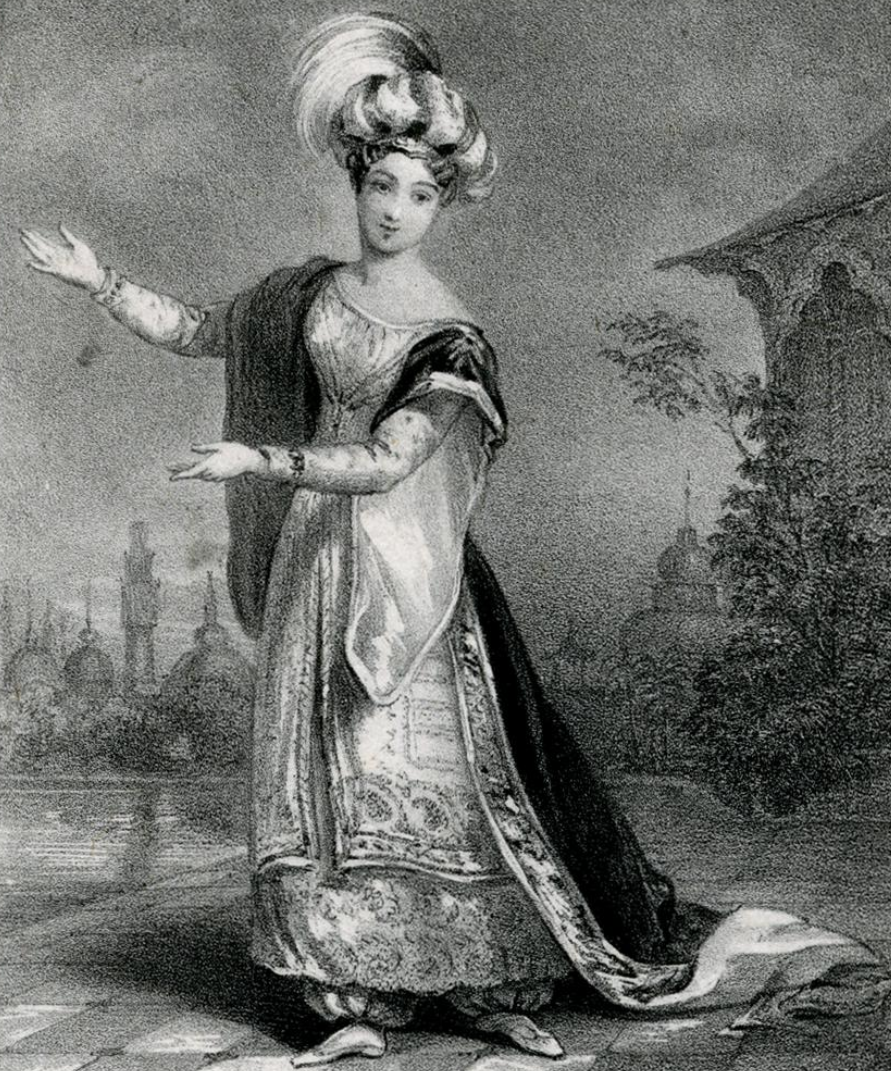
Колоратурное сопрано Розальбина Карадори в одной из опер Пачини

Колоратура (итал. coloratura, «украшение») — совокупность орнаментальных приёмов в вокальной музыке, прежде всего в классической опере, особенно итальянской и французской опере периода барокко (XVII−XVIII вв.), классицизма (вторая половина XVIII века) и раннего романтизма (первая половина XIX века). Характерный для того периода итальянский стиль виртуозного пения с упором на колоратуру именуется бельканто.
Чаще всего колоратура использовалась в партиях для высоких голосов, прежде всего сопрано — первоначально в исполнении певцов-кастратов, а затем для высокого, так называемого колоратурного сопрано в исполнении женщин. Среди характерных образцов оперных партий с широким использованием колоратуры — партии Царицы Ночи в «Волшебной флейте» Моцарта и Лючии в «Лючии ди Ламмермур» Доницетти. Красочными и чрезвычайно сложными колоратурами изобилуют оперные арии эпохи барокко (Гендель, Вивальди, Кальдара и др.). В период своего расцвета колоратуры широко использовались композиторами в партиях, предназначенных для любого другого певческого голоса помимо сопрано: женского контральто, меццо, мужского тенора, баритона и даже баса, — в частности, колоратура богато представлена в басовых партиях Базилио в «Севильском цирюльнике» Россини и Осмина в «Похищении из сераля» Моцарта.
Революция в оперном жанре второй половины XIX века, связанная с именами позднего Джузеппе Верди, Джакомо Пуччини и особенно Рихарда Вагнера, практически вывела колоратуру из активного композиторского употребления, и в дальнейшем она появлялась преимущественно в произведениях, так или иначе связанных со стилизацией (такова, в частности, партия Цербинетты в «Ариадне на Наксосе» Рихарда Штрауса).

Интерес к колоратурным партиям возродился в 1950-е и 1960-е годы, когда их стали исполнять такие мастера, как сопрано Джоан Сазерленд и меццо-сопрано Мэрилин Хорн. Среди крупнейших мастеров колоратуры рубежа XX и XXI веков —  Эдита Груберова и Натали Дессе (сопрано), Чечилия Бартоли (меццо-сопрано), Х. Д. Флорес (колоратурный тенор). В России мастерством колоратуры владели Н. И. Забела-Врубель, А. В. Нежданова, В. В. Барсова, Е. К. Катульская, Д. Я. Пантофель-Нечецкая, Е. С. Мирошниченко, Б. А. Руденко, А. А. Шагимуратова (все — сопрано). 
В XX веке и по настоящее время, в связи с возникновением и популяризацией аутентичного исполнительства музыки эпохи барокко, к числу голосов, исполняющих колоратуры, прибавился и контратенор, который в рассматриваемом случае исполняет мужские сопрановые партии.